# Saint Levant
Saint Levant, nom de scène de Marwan Abdel-Hamid, né le 6 octobre 2000 à Jérusalem, est un auteur-compositeur-interprète et musicien palestinien.
Il chante en arabe, français et anglais.

## Biographie

### Jeunesse
Marwan Abdelhamid, de son vrai nom naît à Jérusalem d'une mère franco-algérienne et d'un père palestino-serbe pendant la seconde intifada,,. Son père est un entrepreneur qui ouvre un hôtel à Gaza et sa mère travaille pour l’ONU. Il grandit dans la ville de Gaza, qu’il a rejoint pour vivre avec son grand-père. Il trouve refuge dans la musique, et décrit un de ses souvenirs les plus importants lorsqu’il était enfant : assis à l’arrière de la voiture de son père, tous deux dansant sur un rythme de Lenny Kravitz.
À l'âge de 7 ans, il fuit la guerre avec sa famille et s'installe à Amman en Jordanie,. Là-bas, il commence le piano mais n’aime pas cela. Il dit qu’il préférait alors jouer du Bruno Mars plutôt que de la musique classique.
En 2018, âgé de 17 ans, il part étudier les Relations internationales à l’Université de Californie à Santa Barbara, d’où il sort diplômé en 2022,.

### Carrière
Il se fait connaître sur les réseaux sociaux, notamment en postant sur TikTok, une chanson en trois langues dont l'arabe, le français et l'anglais, intitulée Very Few Friends,,.
Il enregistre une chanson intitulée Nails et tourne le clip aux côtés de l'actrice Mia Khalifa en mai 2023,.
En février 2024, il dévoile son clip Deira, en featuring avec le jeune rappeur gazaoui MC Abdul. Deira est le nom de l'hôtel construit par le père de Saint Levant au bord de la mer à Gaza, et détruit par les bombardements israéliens quelques mois avant la sortie du clip. Les deux artistes y rendent un hommage pacifique au peuple de Gaza, au rythme d'une musique influencée par le chaâbi algérien et par Dahmane El Harrachi.
En avril 2024, Saint Levant participe au festival californien Coachella,.

### Vie privée
Il est en couple avec la chanteuse franco-haïtienne Naïka.

## Discographie

### Singles
- 2022 : Mandela
- 2023 : Nails
- 2024 : Deira
- 2024 : 5am in Paris

### Apparitions
- 2024 : Baroudeh de Belly feat. Saint Levant

## Distinctions
Saint Levant a reçu le titre d'Homme de l'année décerné par GQ Moyen-Orient,,.